# Uptown Funk
"Uptown Funk" é uma canção do compositor, guitarrista e produtor musical inglês Mark Ronson, lançada como single para o seu quarto álbum de estúdio Uptown Special. A faixa foi lançada em 10 de Novembro de 2014, pela editora discográfica RCA Records, tendo participação vocal de Bruno Mars. O single foi escrito por Mark Ronson, Jeff Bhasker, Bruno Mars, Emile Haynie e Philip Lawrence, e sendo a produzida pelo próprio Mark Ronson.
A canção passou por muitas encarnações diferentes, e foi trabalhada há meses. Ronson e Mars gravaram em vários locais diferentes em todo o mundo, desde estúdios de gravação até vestiários. As bandas americanas Sharon Jones & The Dap-Kings e Antibalas tocaram partes dos metais da música, enquanto a letra da música interpola uma linha da cação All Gold Everything " (2012) do rapper Trinidad. Vários críticos de música notaram sua semelhança com a música pop da década de 1980. A canção apresenta forte inspiração do som de Minneapolis e do funk da década de 1980, tendo um espírito semelhante às obras de Prince bem como Morris Day e The Time. As controvérsias de direitos autorais surgiram após o lançamento da música, com múltiplos processos e emendas aos seus créditos de composição.

## Controvérsias e ações judiciais
"Uptown Funk" foi alvo de vários processos por violação de direitos autorais. Em 2015, as semelhanças com "Oops Up Side Your Head" (1979) do grupo The Gap Band os levaram, juntamente com o tecladista Rudolph Taylor e o produtor Lonnie Simmons a serem adicionados como co-autores de "Uptown Funk", recebendo 17% dos royalties. No mesmo ano, o artista sérvio Viktorija argumentou que "Uptown Funk" violou sua faixa "Ulice mračne nisu za devojke". Ela decidiu não processar Mars e Ronson. Em 2016, a banda electro-funk Collage processou Ronson e Mars por copiar seu single "Young Girls" (1983), enquanto o The Sequence, um grupo de rap, alegou ter infringido seu single "Funk You Up" (1979) e processou um ano mais tarde. Em 2017, a Lastrada Entertainment entrou com uma ação citando semelhanças com "More Bounce to the Ounce" (1980) por Zapp. Em 2018, o processo de Collage e Zapp foi arquivado, sem dizer se havia um acordo financeiro. A faixa teve comparações com a canção-tema do The Really Wild Show, um programa de natureza infantil da BBC. Quando perguntaram a Ronson se ele ouvia semelhanças entre "Uptown Funk" e o tema, ele disse: "Oh, então os metais, eu entendo o que eles estão dizendo, sim, devemos um pouco ... todos igualmente influenciados por Quincy Jones".

## Faixas
| Descarga digital |                                |         |  |
| N.º              | Título                         | Duração |  |
| 1.               | "Uptown Funk" (com Bruno Mars) | 4:30    |  |

## Vídeo e música
O vídeo oficial da música foi lançado em 17 de novembro de 2014, exclusivamente no Yahoo. Ele foi gravado na cidade de Nova York, sendo estrelado por Mars, Ronson e os The Hooligans.
Eles andam em torno de uma cidade, vestindo ternos e cadeias de cores vivas. Em 19 de Novembro, foi lançado no Vevo e no YouTube. Foi dirigido por Bruno Mars e Cameron Duddy. Em uma entrevista com Ellen DeGeneres no Ellen Show, Ronson e Mars afirmaram que tinha sido filmado em muitas cidades onde Mars estava em turnê. Peças também foram filmados na 20th Century Fox.
em Los Angeles, Califórnia.

## Desempenho nas paradas
| Paradas (2014)                                   | Melhor posição |
| ------------------------------------------------ | -------------- |
| O campo songid é OBRIGATÓRIO PARA PARADA ALEMÃ   | 45             |
| Austrália (ARIA)                                 | 1              |
| Áustria (Ö3 Austria Top 75)                      | 60             |
| Bélgica (Ultratop 50 de Flandres)                | 2              |
| Bélgica (Ultratop 50 da Valônia)                 | 8              |
| Brasil (Billboard Hot 100 Airplay)               | 34             |
| Brasil (Jovem Pan FM Hit Parade)                 | 1              |
| Portugal (Billboard Portugal Digital Song Sales) | 4              |
| Canadá (Canadian Hot 100)                        | 1              |
| Canadá (Billboard CHR/Top 40)                    | 3              |
| Canadá (Billboard Hot AC)                        | 15             |
| Canadá (Canadian Hot 100)                        | 10             |
| Espanha (PROMUSICAE)                             | 10             |
| Escócia (Scottish Singles Chart)                 | 1              |
| Eslováquia (Rádio Top 100)                       | 56             |
| Eslováquia (Singles Digitál Top 100)             | 9              |
| Estados Unidos (Billboard Hot 100)               | 1              |
| Estados Unidos (Billboard Adult Top 40)          | 11             |
| Estados Unidos (Billboard Dance Club Songs)      | 3              |
| Estados Unidos (Billboard Mainstream Top 40)     | 5              |
| Estados Unidos (Billboard Rhythmic)              | 10             |
| França (SNEP)                                    | 3              |
| Israel (Media Forest)                            | 2              |
| Nova Zelândia (Recorded Music NZ)                | 1              |
| Países Baixos (Dutch Top 40)                     | 7              |
| Países Baixos (Single Top 100)                   | 9              |
| Reino Unido (UK Singles Chart)                   | 1              |
| Suécia (Sverigetopplistan)                       | 35             |
| Suíça (Schweizer Hitparade)                      | 16             |

### Certificações
| País (Empresa)        | Certificação |
| --------------------- | ------------ |
| Austrália (ARIA)      | 13× Platina  |
| Canadá (Music Canada) | Diamante     |
| Itália (FIMI)         | 5× Platina   |

## Histórico de lançamento
| País           | Data                   | Formato          | Gravadora                |
| -------------- | ---------------------- | ---------------- | ------------------------ |
| Estados Unidos | 10 de November de 2014 | Download digital | Sony Music Entertainment |
| Austrália      | 10 de November de 2014 | Download digital | Sony Music Entertainment |
| Reino Unido    | 8 de Dezembro de 2014  | Download digital | Sony Music Entertainment |